# Naïs (opéra)
Pour les articles homonymes, voir Naïs.
Naïs est une « pastorale héroïque » en un prologue et trois actes de Jean-Philippe Rameau, composée sur un livret de Louis de Cahusac et créée à l'Académie royale de musique le 22 avril 1749. Sous-titré « opéra pour la Paix », Naïs fut commandé à Rameau pour célébrer la paix scellée par le  traité d'Aix-la-Chapelle en 1748.

## Argument
Le prologue fait allusion au traité (George II et Louis XV sont représentés respectivement sous les traits de Neptune et d'un Jupiter victorieux et magnanime). Jupiter, ayant vaincu les Titans, apporte la paix au monde. Plutôt que de régner seul, il partage son empire avec Neptune et Pluton.

## Acte I
Sur les rivages de Corinthe, à l'endroit même où vont se dérouler les Jeux isthmiques, Neptune, déguisé en grec confie à Palémon son amour pour la nymphe Naïs. Jusqu'alors, Naïs semble indifférente à l'amour et repousse les avances de Telenus, le chef des Corinthiens, et d'Astérion, le chef des bergers de l'Isthme. Tandis qu'elle préside les Jeux, Neptune, incognito, se présente à elle et lui rend hommage. Naïs tente de dissimuler le trouble que cet étranger provoque en elle et ordonne la suite des Jeux.

## Acte II
En face de la grotte du père de Naïs, le prophète aveugle Tirésias, Neptune déclare sa flamme à la nymphe, sans toutefois lui révéler sa véritable identité. Accompagné de bergers, Astérion vient consulter Tirésias. Il veut voir si l'insensible Naïs acceptera ou non son amour. Interprétant le chant des oiseaux, Tirésias répond qu'un étranger conquerra le cœur de sa fille. Telenus et Astérion, en fureur, se préparent à prendre les armes contre ce rival inconnu.

## Acte III
Au lever du jour, Neptune attend Naïs sur un promontoire au bord de la mer. Naïs arrive, angoissée, pour lui révéler les desseins de ses rivaux. Mais lorsqu'elle se présente, la flotte de Telenus et d'Astérion est engloutie par d'énormes vagues. Neptune révèle alors à Naïs sa véritable identité et ordonne à la terre de s'ouvrir pour qu'ils puissent descendre, tous deux, dans son palais sous la mer. Au-dessous des vagues, les divinités de la mer accueillent leur maître et la déesse, sa nouvelle épouse.

## Sources
- Philippe Beaussant (dir.), Rameau de A à Z, Paris, Fayard, mai 1983, 397 p. (ISBN 2-213-01277-6)
- (en) Cuthbert Girdlestone, Jean-Philippe Rameau : His life and work, New York, Dover Publications, coll. « Dover books on music, music history », 1969, 2e éd. (1re éd. 1957), 631 p. (ISBN 0-486-26200-6, lire en ligne)

## Discographie
- English Bach Festival Singers & Baroque Orchestra, dir. Nicholas McGegan (2 CD Erato, 1980)